# Сан Симоне (Империја)
Сан Симоне је насеље у Италији у округу Империја, региону Лигурија.
Према процени из 2011. у насељу је живело 82 становника. Насеље се налази на надморској висини од 46 м.